# تل كشي
تل كشي (بالفارسية: تل كوشي) (بالإنجليزية: Tall Koshi)‏، قرية في ناحية صحراء باغ (بالفارسية: بخش صحراى باغ)، قسم عمادده الريفي، مقاطعة لارستان، محافظة فارس، إيران. يبلغ عدد سكانها حسب إحصاء عام 2006 ميلادية 125 نسمة في 29 عائلة.